# Koguma no Misha
Koguma no Misha (яп. こぐまのミーシャ, «Медвежонок Миша») — аниме-сериал об Олимпийском Мишке, снятый на студии Nippon Animation по сценарию Сюнъити Юкимуро. Он транслировался по телеканалу TV Asahi в 1979—1980 годах.

## Сюжет
В центре сюжета находится сам медвежонок Миша, который с родителями переезжает в большой город и пытается там завести друзей.

## В ролях
- Акико Цубои — мать Миши
- Бандзё Гинга — отец Миши
- Хидэюки Танака — ребёнок
- Хироси Масуока — глава деревни
- Дзёдзи Янами — офицер Тодо
- Канэта Кимоцуки — дракон
- адзуэ Комия — Мирумиру
- Кэйко Хан — Наташа
- Кэйко Ёкодзава — Миша
- Масаси Амэномори — Тигр
- Наоки тацута — Пондо
- Сигэру Тиба — Нэкосуки
- Син Аомори — Конго